# 培拉贡尼亚鳟
培拉贡尼亚鳟（学名：Salmo pelagonicus），為輻鰭魚綱鮭形目鮭科鳟属的一種溫帶淡水魚，體長可達30（12英寸），通常棲息在高山溪流底中層水域，生活習性不明。
其种小名源自其分佈区域——东南欧巴尔干半岛位于馬其頓培拉贡尼亚大区的瓦尔达尔河上游（黑河支流）和希腊西马其顿大区的阿利阿克蒙河下游之间的山区河谷流域，即古希腊的培拉贡尼亚（Pelagonia）地区。因为原栖息区被大量其它种类的鳟鱼入侵，数量和分布范围已大大减少，被IUCN列為易危保育類動物。